# Bittacus lachlani
Bittacus lachlani is een schorpioenvlieg uit de familie van de hangvliegen (Bittacidae). De wetenschappelijke naam van de soort is voor het eerst geldig gepubliceerd door Navás in 1925.
De soort komt voor in Kenia.